# Gianfranco Leoncini
Gianfranco Leoncini (25. září 1939, Řím, Italské království – 5. duben 2019, Chivasso, Itálie) byl italský fotbalový obránce a trenér.
Většinu své kariéry hrál za Juventus, kde hrál dvanáct sezón v rolích středního obránce a levého obránce. Za Bianconeri vyhrál tři tituly v lize (1958/59, 1961/62, 1966/67) a také tři vítězství v italském poháru (1959/60, 1960/61, 1966/67). V roce 1970 odešel hrát do Atalanty kde hrál dva roky. Poté hrál jeden rok v Mantově a kariéru zakončil v Atalantě.
Za reprezentací nastoupil do dvou utkání. Jedno utkání odehrál i na MS 1966.
Po fotbalové kariéře se na krátkou chvíli stal trenérem na tři poslední zápasy sezony 1975/76, když nahradil odstoupivšího Cadého.

## Hráčská statistika
| Sezóna  | Klub     | Liga    | Liga   | Liga | Ligové poháry | Ligové poháry | Ligové poháry | Kontinentální poháry | Kontinentální poháry | Kontinentální poháry | Celkem | Celkem |
| Sezóna  | Klub     | Soutěž  | Zápasy | Góly | Soutěž        | Zápasy        | Góly          | Soutěž               | Zápasy               | Góly                 | Zápasy | Góly   |
| ------- | -------- | ------- | ------ | ---- | ------------- | ------------- | ------------- | -------------------- | -------------------- | -------------------- | ------ | ------ |
| 1958/59 | Juventus | Serie A | 3      | 1    | IP            | 1             | 0             | -                    | 0                    | 0                    | 4      | 1      |
| 1959/60 | Juventus | Serie A | 8      | 2    | IP            | 2             | 0             | -                    | 0                    | 0                    | 10     | 2      |
| 1960/61 | Juventus | Serie A | 21     | 0    | IP            | 4             | 0             | PMEZ                 | 1                    | 0                    | 26     | 0      |
| 1961/62 | Juventus | Serie A | 29     | 2    | IP            | 5             | 0             | PMEZ+Stř.P           | 6+5                  | 0                    | 45     | 2      |
| 1962/63 | Juventus | Serie A | 29     | 1    | IP            | 2             | 0             | -                    | 0                    | 0                    | 31     | 1      |
| 1963/64 | Juventus | Serie A | 32     | 0    | IP            | 1             | 0             | Vel.P                | 6                    | 0                    | 39     | 0      |
| 1964/65 | Juventus | Serie A | 31     | 2    | IP            | 5             | 1             | Vel.P                | 11                   | 0                    | 47     | 3      |
| 1965/66 | Juventus | Serie A | 33     | 5    | IP            | 2             | 2             | PVP                  | 2                    | 1                    | 37     | 8      |
| 1966/67 | Juventus | Serie A | 31     | 3    | IP            | 5             | 1             | Vel.P                | 8                    | 0                    | 42     | 4      |
| 1967/68 | Juventus | Serie A | 29     | 3    | IP            | 1             | 0             | PMEZ                 | 9                    | 0                    | 39     | 3      |
| 1968/69 | Juventus | Serie A | 30     | 2    | IP            | 4             | 0             | Vel.P                | 4                    | 1                    | 38     | 3      |
| 1969/70 | Juventus | Serie A | 13     | 0    | IP            | 6             | 0             | Vel.P                | 3                    | 0                    | 22     | 0      |
| 1970/71 | Atalanta | Serie A | 30     | 0    | IP            | 2             | 0             | -                    | 0                    | 0                    | 32     | 0      |
| 1971/72 | Atalanta | Serie B | 37     | 0    | IP            | 3             | 0             | -                    | 0                    | 0                    | 40     | 0      |
| 1972/73 | Mantova  | Serie B | 28     | 0    | IP            | 0             | 0             | -                    | 0                    | 0                    | 28     | 0      |
| 1973/74 | Atalanta | Serie B | 29     | 1    | IP            | 7             | 0             | -                    | 0                    | 0                    | 36     | 1      |
| Celkem  | Celkem   | Celkem  | 413    | 22   | -             | 50            | 4             | -                    | 55                   | 2                    | 518    | 28     |

## Hráčské úspěchy

### Klubové
- 3× vítěz italské ligy (1959/60, 1960/61, 1966/67)
- 3× vítěz italského poháru (1959/60, 1960/61, 1966/67)

### Reprezentační
- 1× na MS (1966)